# 珍妮特·努涅斯
珍妮特·玛丽·努涅斯（英語：Jeanette Marie Nuñez，1972年6月6日—）为美国商人及政治人物，自2019年起担任佛罗里达州副州长。努涅斯为共和党人，自2010年至2018年间担任佛罗里达州众议院议员，并于2016年至2018年间担任临时议长。努涅斯为历史上第一位担任佛罗里达州副州长的拉丁裔。

## 早年生活及教育
努涅斯出生于美国佛罗里达州迈阿密，是古巴裔美国人维克多·C·桑切斯和特蕾莎·桑切斯的三个女儿之一。她于1994年在佛罗里达国际大学取得文学士学位，后于1998年又在同一所学校取得公共行政碩士学位。

## 职业生涯
努涅斯在完成本科学习后的第一份工作是担任州参议员亚历克斯·迪亚兹·德拉波蒂利亚的助手。她后来又进入医疗保健行业，在杰克逊医疗系统担任政府事务副总裁。随后她还曾在佛罗里达国际大学担任兼职教授和顾问。再后来她还曾担任肯德尔地区医疗中心和阿文图拉医院和医疗中心的对外事务副总裁，直到成为佛罗里达州副州长。

## 个人生活
珍妮特·努涅斯于1997年与阿德里安·努涅斯结婚，婚后育有子女三人。